# Diocesi di Castello
La diocesi di Castello (in latino Dioecesis Castellana), già  diocesi di Olivolo, è una sede soppressa e sede titolare della Chiesa cattolica. La sua cattedrale era la  basilica di San Pietro di Castello.
La diocesi è all'origine del patriarcato di Venezia.

## Storia
La diocesi fu eretta tra il 774 ed il 776, datazione accreditata da Giovanni diacono e confermata dai dati documentari, sull'isola di Olivolo, l'attuale isola di San Pietro di Castello, dove sorgeva un abitato precedente al definitivo sviluppo di Venezia e dalla quale verrà inglobato nel sestiere di Castello. Secondo Orsoni e Cappelletti il territorio, che comprendeva le isole realtine, fu ricavato dalla diocesi di Malamocco.
La sua istituzione fu opera del doge Maurizio Galbaio (764-787) et auctoritate apostolica, come dicono alcune cronache (Sagornino), ossia con l'approvazione del papa. Primo vescovo fu Obelario, scelto dal doge e consacrato dal patriarca di Grado, sotto la cui autorità sottostava la nuova diocesi.
Durante l'episcopato di Enrico Contarini († 1108) si riscontra per la prima volta il nuovo titolo della diocesi, chiamata Castello, per il fatto che il nome di Olivolo era caduto in disuso e tutto il sestiere aveva preso il nome di Castello.
A partire dall'inizio del XII secolo i patriarchi di Grado stabilirono definitivamente la loro sede nella chiesa di loro proprietà di San Silvestro a Rialto, cosa che determinò tutta una serie di conflitti con i vescovi di Castello. Già nel secolo precedente i vescovi castellani entrarono in conflitto con i patriarchi gradensi: nel 1053 il vescovo Domenico Contarini ottenne da papa Leone IX «un privilegio il cui trasparente obiettivo era di limitare l'invadenza patriarcale nei diversi ambiti di esercizio della giurisdizione episcopale; ma ciò non fu sufficiente a evitare l'interferenza del patriarca nella diocesi di cui era ospite». A metà del XII secolo le tensioni fra le due giurisdizioni si fecero ancora più aspre con il vescovo Giovanni Polani e il patriarca Enrico Dandolo; in una bolla al vescovo Polani papa Innocenzo II riconfermò, precisandoli e definendoli, i diritti dei vescovi castellani già menzionati nel documento del 1053.
Nel tempo, con lo sviluppo della nuova città lagunare i vescovi diocesani, che presero ad essere chiamati vescovo di Castello o vescovo di Venezia, dovettero condividere le chiese e il territorio diocesano con gli altri prelati di rango episcopale presenti in città e ciascuno dotato di propria giurisdizione:
- il primicerio della Basilica di San Marco, carica istituita nell'828 per sovrintendere alla basilica marciana in virtù delle prerogative episcopali del Doge;
- il patriarca di Grado, stabilitosi in città dal 1131[La voce Patriarcato di Grado dice 1105], con sede a San Silvestro;
- il patriarca latino di Costantinopoli, stabilitosi a Venezia attorno al 1268, dopo la riconquista bizantina del 1261.

L'8 ottobre 1451, con la bolla Regis aeterni di papa Niccolò V, vennero soppressi il patriarcato di Grado e la diocesi di Castello. Con i territori e le giurisdizioni di entrambe fu eretto il patriarcato di Venezia, e vi fu destinato l'ultimo vescovo castellano, Lorenzo Giustiniani. La sede patriarcale rimase nella basilica di San Pietro di Castello, precedente cattedrale della diocesi castellana.
Dal 1969 Castello è annoverata tra le sedi vescovili titolari della Chiesa cattolica; dal 1º aprile 2005 l'arcivescovo, titolo personale, titolare è Charles Daniel Balvo, nunzio apostolico in Australia.

## Cronotassi

### Vescovi di Olivolo
La serie episcopale di Olivolo è tramandata principalmente da due fonti: la cronaca di Andrea Dandolo e il Chronicon Altinate.
- Obelario † (774/776 - 798 deceduto)[6]
- Cristoforo Damiata † (798 - 810 deposto)
  - Giovanni diacono (804) (usurpatore)
- Cristoforo Tancredi † (810 - circa 813 deposto)
- Cristoforo Damiata † (813 - circa 827) (per la seconda volta)
- Orso Partecipazio † (circa 827 - dopo il 13 febbraio 854)
- Mauro o Maurizio Businiaco o Busniago †[7]
- Domenico Gradenigo I † (menzionato nel dicembre 877)[8]
- Giovanni Candiano †[9]
- Lorenzo Timens Deum † (prima dell'883 - maggio 909 deceduto)
- Domenico Villonico (o Vilinico) † (909 - dicembre 910 o gennaio 911 deceduto)
- Domenico David (Orciano) † (circa 911 - circa 920)[10]
- Giovanni † (menzionato nel giugno 920)[11]
- Pietro Tribuno †[12]
- Orso Magadisio o d'Arbore †[13]
- Domenico Talonico †[14]
- Pietro Marturio o Quintavalle † (menzionato nel 960)[15]
- Gregorio Giorgio (Zorzi) †[16]
- Marino Cassianico † (prima del 971 - dopo il 982)
- Domenico Gradenigo II † (circa 992 - circa 1026 deceduto)[17]
- Domenico Gradenigo III † (circa 1026 - circa 1044 deceduto)[18]
- Domenico Contarini † (circa 1044 - circa 1074 deceduto)[19]

### Vescovi di Castello
- Enrico Contarini † (1074 - 15 novembre 1108 deceduto)
- Vitale I Michiel † (1108 - prima del 16 dicembre 1120 deceduto)
- Bonifacio Falier, O.S.A. † (18 dicembre 1120 - 1131 o 1133 deceduto)
- Giovanni Polani † (1133 - dopo luglio 1157)
- Pietro Grandaliconi † (menzionato nel giugno 1164)[20]
- Vitale II Michiel † (1164 - 19 gennaio 1182 deceduto)
- Filippo Casolo o Cappello † (1182 - prima di novembre 1182 deceduto)[21]
- Marco Nicola † (prima di novembre 1182 - 1225 deceduto)
- Marco Michiel † (1225 - marzo 1235 deceduto)
- Pietro Pino † (1235 - dopo il 27 settembre 1253)
- Gualtiero Agnusdei, O.P. † (8 febbraio 1255 - 1258[22] deceduto)
- Tommaso Arimondo † (1258 - 1260 deceduto)
- Tommaso Franco † (1260 - prima del 5 agosto 1267 deceduto)
  - Sede vacante
- Bartolomeo I Querini † (5 aprile 1274[23] - 1º marzo 1291 deceduto)
- Simeone Moro † (1291 - 3 dicembre 1292 deceduto)
- Bartolomeo II Querini † (prima del 20 giugno 1293 - 8 gennaio 1303 nominato vescovo di Novara)[24]
- Ramberto Primadizzi, O.P. † (20 febbraio 1303 - 1311 deceduto)
  - Galasso Albertini † (30 aprile 1311 - giugno 1311 deceduto) (vescovo eletto)
- Giacomo Alberti † (19 giugno 1311 - dicembre 1327 deposto[25])
- Angelo Dolfin † (27 maggio 1328 - 19 agosto 1336 deceduto)
- Nicolò Morosini † (27 agosto 1336 - 17 febbraio 1367 deceduto)
- Paolo Foscari † (5 aprile 1367 - 27 novembre 1375 nominato arcivescovo di Patrasso)
- Giovanni Piacentini † (27 novembre 1375 - dicembre 1378 deposto)
- Nicolò Morosini † (1379 - 24 novembre 1379 deceduto[26])
- Angelo Correr † (15 ottobre 1380 - 1º dicembre 1390[27] nominato patriarca di Costantinopoli, poi eletto papa con il nome di Gregorio XII)
- Giovanni Loredan † (1390 - 21 novembre 1390 nominato vescovo di Capodistria)[28]
- Francesco Falier † (21 novembre 1390 - 27 marzo 1392 deceduto)
- Leonardo Dolfin † (29 aprile 1392 - 27 luglio 1401 nominato patriarca di Alessandria)
- Francesco Bembo † (27 luglio 1401 - 6 settembre 1416 deceduto)
- Marco Lando † (15 dicembre 1417 - gennaio 1426 deceduto)
- Pietro Donà † (5 dicembre 1425 - 16 giugno 1428 nominato vescovo di Padova)
- Francesco Malipiero, O.S.B. † (16 giugno 1428 - 12 maggio 1433 nominato arcivescovo, titolo personale, di Vicenza)
- San Lorenzo Giustiniani † (12 maggio 1433 - 8 ottobre 1451 nominato patriarca di Venezia)

### Vescovi titolari
- Ángel Pérez Cisneros † (25 luglio 1969 - 30 agosto 1972 nominato arcivescovo di Mérida)
- Pierluigi Sartorelli † (7 ottobre 1972 - 28 aprile 1996 deceduto)
- Giovanni Danzi † (2 maggio 1996 - 22 febbraio 2005 nominato prelato di Loreto)
- Charles Daniel Balvo, dal 1º aprile 2005